# Stara Emetivka, Odesa
Stara Emetivka (în ucraineană Стара Еметівка) este un sat în comuna Usatove din raionul Odesa, regiunea Odesa, Ucraina.

## Demografie
Componența lingvistică a localității Stara Emetivka
     Ucraineană (84,75%)
     Rusă (11,86%)
     Română (3,39%)
Conform recensământului din 2001, majoritatea populației localității Stara Emetivka era vorbitoare de ucraineană (84,75%), existând în minoritate și vorbitori de rusă (11,86%) și română (3,39%).